# Myssjaren
Myssjaren är en sjö i Strängnäs kommun i Södermanland och ingår i Norrströms huvudavrinningsområde. Sjön har en area på 0,259 kvadratkilometer och ligger 37,1 meter över havet.

## Delavrinningsområde
Myssjaren ingår i det delavrinningsområde (657038-157137) som SMHI kallar för Ovan 657037-157202. Medelhöjden är 53 meter över havet och ytan är 19,57 kvadratkilometer. Det finns inga avrinningsområden uppströms utan avrinningsområdet är högsta punkten. Vattendraget som avvattnar avrinningsområdet har biflödesordning 3, vilket innebär att vattnet flödar genom totalt 3 vattendrag innan det når havet efter 81 kilometer. Avrinningsområdet består mestadels av skog (86 procent). Avrinningsområdet har 1,51 kvadratkilometer vattenytor vilket ger det en sjöprocent på 7,7 procent.